# Stoel (Hongarije)

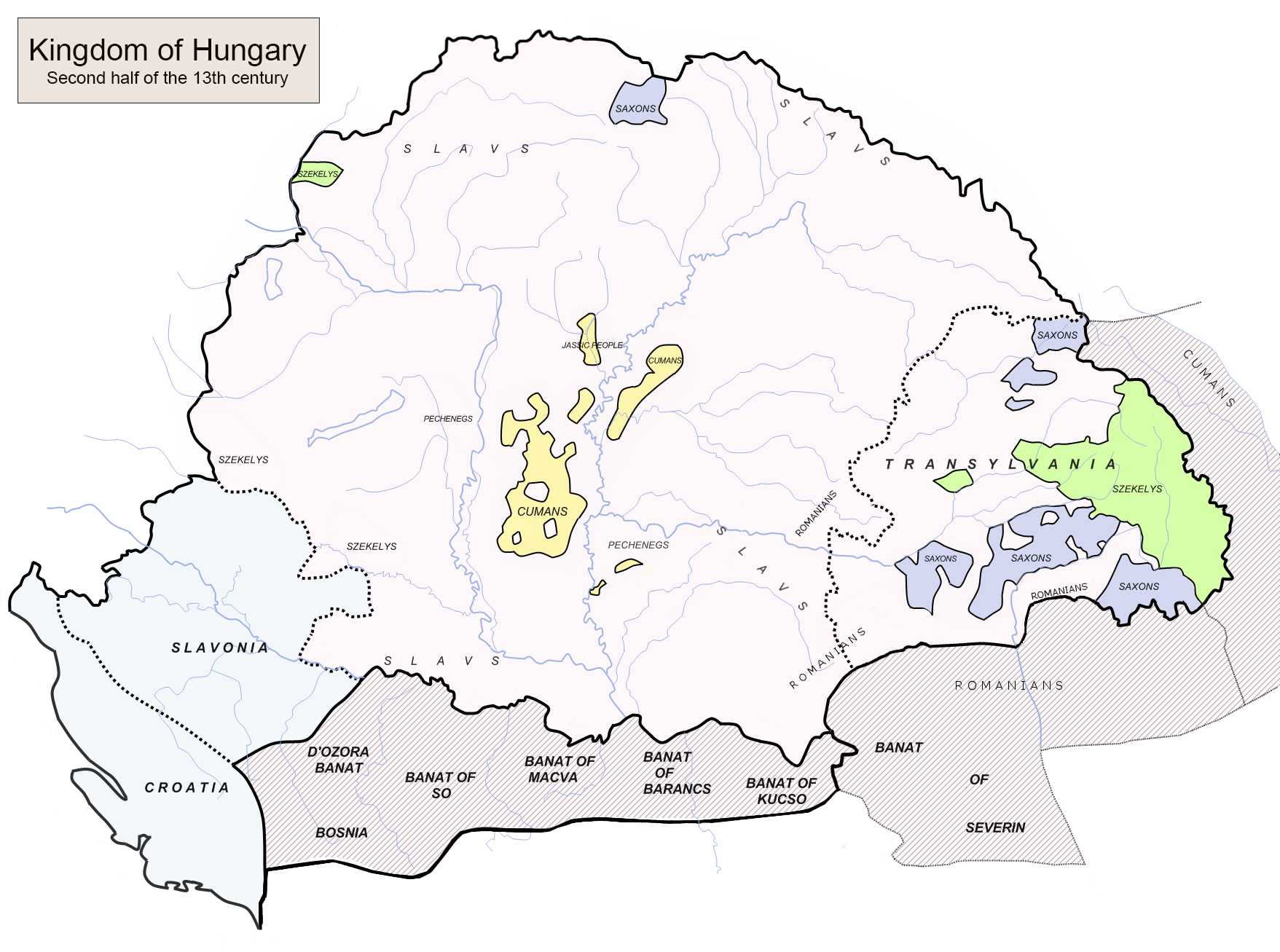
Plaatselijk zelfbestuur in het Koninkrijk Hongarije, late 13e eeuw:
Koemanen en Jász
Zevenburger Saksen in de Königsboden
Szeklerland

Een stoel (Latijn: sedes, Hongaars: szék, Duits: Stuhl, Roemeens: scaun) was een administratieve gebiedseenheid in het voormalige  Koninkrijk Hongarije, met inbegrip van het vorstendom Zevenburgen. De stoelen waren gebieden met zelfbestuur binnen het koninkrijk en stonden buiten de indeling in feodale comitaten, die onder het bestuur van de adel stonden. De stoelen kregen deze autonomie in ruil voor militaire diensten aan de Hongaarse koning.
Vele stoelen gaven mettertijd hun bijzondere statuut op en betaalden in de plaats belastingen. Er kwam een formeel einde aan het bestaan van de stoelen door de administratieve hervorming en vereenvoudiging van Hongarije in 1876.

## Voorbeelden vanstoelen

### Stoelen in hetSzeklerland
- Marosszék
- Udvarhelyszék
- Csíkszék
- Gyergyószék
- Bardóc-Miklósvárszék
- Sepsiszék
- Orbaiszék
- Kézdiszék
- Aranyosszék

### Stoelen in deKönigsboden
De zogenaamde Zeven Stoelen van de Königsboden bestonden uit een hoofdstoel, namelijk Hermannstadt (het huidige Sibiu), en de volgende nevenstoelen:
1. Broos (Orăștie)
2. Mühlbach (Sebeș)
3. Reußmarkt (Miercurea Sibiului)
4. Leschkirch (Nocrich)
5. Großschenk (Cincu)
6. Schäßburg (Sighișoara)
7. Reps (Rupea)